# 배치표

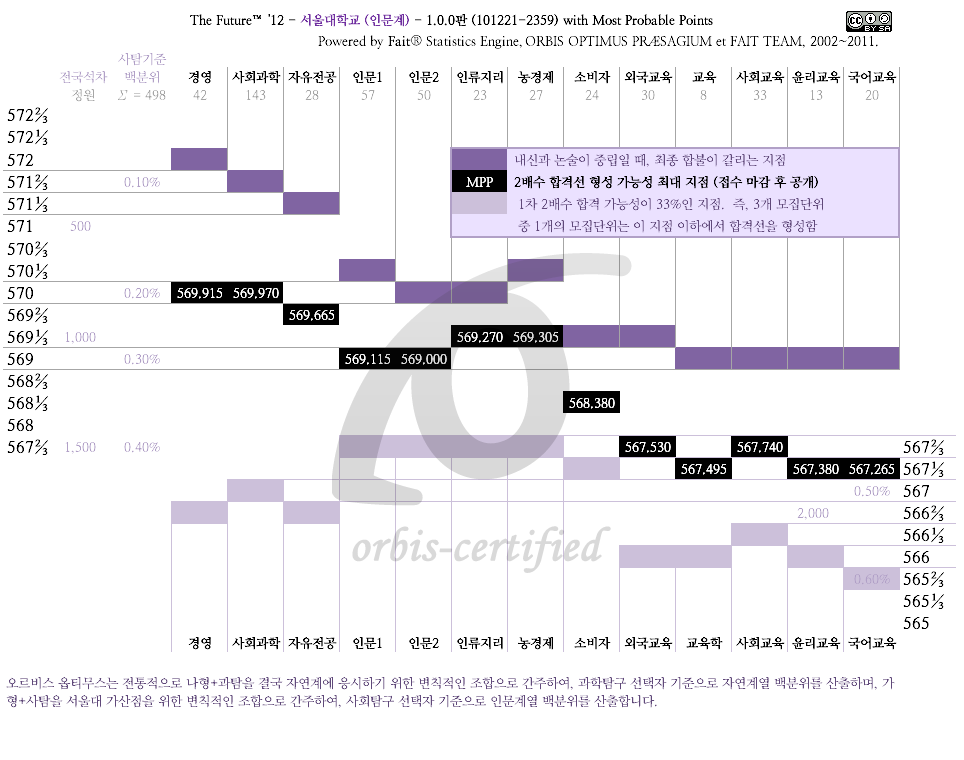
오르비의 배치표 The Future™의 2012학년도 서울대 인문계 판

배치표란 수험생의 점수로 지원 가능한 대학교와 모집단위(학과)를 한눈에 보기 위해 대한민국에서 주로 사용되는 대학교 입시 참고 자료의 하나이다.
정시모집 배치표의 경우 대학수학능력시험의 언어 영역, 수리 영역, 외국어 영역, 탐구 영역 등 주요 영역 및 과목의 합산 점수 자체 혹은 그 점수를 기반으로 하여 각 대학별 점수로 변환된 점수를 기준으로 제작되며, 수시모집 배치표의 경우 주요 과목 내신 평균 등급을 기준으로 제작된다.
배치표의 첫 열 최상단에는 기준점수 만점 혹은 배치표 상의 모든 대학 및 학과에 합격 가능할 것이라 생각되는 최고점을 기재하며, 그 점수에서 일정 점수를 차감하여 여러 개의 행을 배열한다. 첫 열에 기재된 각각의 점수대에서 지원 가능한 대학 혹은 학과를 우측 열에 배열하며, 때때로 내신 평균 등급, 전국석차, 전국석차백분율 등 추가 정보가 기재된다.
배치표는 주로 사설 입시 기관, 인터넷 입시 커뮤니티 등에서 입시 전문가에 의해 만들어지며, 무료로 배포되거나 유료로 판매되고, 수험생들의 진학지도를 위해 사용된다. 하지만 사설기관에서 만드는 배치표의 투명성과 객관성에 대한 문제가 제기됨에 따라 2010학년도 입시에서는 현직 교사들이 별도로 배치표를 제작해 진학지도에 활용하였다.
 그 외에도 수험생들이 자신들의 위치와 합격 가능성을 파악하기 위해 인터넷 카페나 입시 커뮤니티 사이트에서 자신들의 점수를 제공하고, 이를 운영진이 취합해 배치표를 만들기도 한다.

## 배치표의 제작
입시 기관 배치표는 각 학원이 수집한 대학교 및 학과들의 정보, 작년도 수험생들의 입시결과나 올해 수험생들의 모의고사 성적 등을 토대로 커트라인을 예상한다. 일반적으로 정시모집 배치표의 경우, 계열별(인문,자연) 및 정시 군별(가,나,다)로 나누어 총 6장으로 제작하는 것이 보편적이며, 각 배치표 내에서 대학교들은 수능 반영영역에 따라 분류되어 있다. 최근에는 대학별로 점수 사정 방식이 서로 지나치게 달라, 각 대학별로 배치표가 제작되어 나오기도 한다. 배치표에는 대부분 이 수치들은 참고자료로만 사용하라는 주의사항이 명시되어 있다.
교사들이 제작하는 배치표의 경우 작년에 각 학교를 졸업한 학생들의 수능점수와 입시결과를 취합해 작년의 입시 커트라인을 산출하고, 올해의 수능 난이도를 반영해 제작하게 된다.

이 배치표는 대학서열화를 조장할 수 있다는 우려에 따라 일선 진학지도교사에게만 비공개로 배포되고 있다.

점수공개카페는 대부분 해당 대학의 재학생들이 개설하는데, 보통 수험생들이 자신의 점수를 카페에 공개해야만 배치표를 제공하기 때문에 '점수공개카페'라고 불린다. 수험생들은 실제로 그 대학을 지망하는 수험생 사이에서의 자신의 위치를 확인하고 싶어하기 때문에 추정치를 확인하기 위해 점수를 제공하며, 카페 운영진은 수험생들이 제공한 점수를 토대로 입시 커트라인을 추정해 점수를 제공한 수험생들에게 제공한다.

입시 커뮤니티 사이트의 배치표는 오르비의 The Future 가 대표적인데, The Future는 오르비 이용자 중 그 해 수험생들의 수능 및 내신 점수를 제공받아 서울대학교, 연세대학교, 고려대학교 전 학과의 커트라인 추정치를 산출한 것이다.

## 비판
입시 기관 배치표의 경우 사설 업체들이 대학서열을 좌지우지한다는 비판이 제기되고 있으며,

대학교에서 입시결과에 대한 공개를 거부하는 경우가 많아 정확하지 않은 자료를 토대로 작성하는 관계로, 일부 대학이나 학과에 대한 추정치가 실제 입시결과와 상이한 경우가 종종 발생한다.

실제로 2010학년도 입시에서 일부 사립대학의 공식발표자료와 사설학원 배치표에서의 위치가 다른 일이 발생했다.

또한 특성화나 위상을 고려하지 않은 입시결과에만 의한 대학서열화를 부추긴다는 비판도 받고 있다. 서울특별시교육청 교사들이 작성한 배치표의 경우 비공개로 배포되긴 하나 대학서열화를 부추긴다는 비판을 같이 받고 있다.
 한편 이를 개선하기 위해 한국대학교육협의회는 학원가의 배치표에 대한 실태조사에 착수했으며, 2010년부터는 전년도의 정시 배치표를 직접 제작하기로 하였다.

## 같이 보기
- 대학수학능력시험
- 대학교
- 서울특별시 교육청
- 배치표를 제작하는 입시 커뮤니티
  - 오르비스 옵티무스(오르비)
- 배치표를 제작하는 사설 입시 기관
  - 진학사 / 유웨이중앙 / 대성학원 / 비상에듀 / 메가스터디